# Vladimir Šram
Vladimir Šram (1945.), hrvatski orguljaš i zborovođa, po struci profesor hrvatskoga jezika i književnosti te nastavnik glazbenog odgoja

## Životopis
Sin poznatog hrvatskog skladatelja Franje Šrama. Još kao gimnazijalac bio je orguljaš i zborovođa u Petrinji, u crkvi sv. Lovre. Isto je nastavio biti kad je bio student. Završio za profesora hrvatskog jezika i književnosti i nastavnika glazbenog odgoja. Nastavio djelovati u Velikoj Gorici gdje je orguljaš i zborovođa u župi Blaženog Alojzija Stepinca.